# Савицкий, Олег Викторович
Олег Викторович Савицкий (род. 29 января 1973) — советский и белорусский футболист, полузащитник.

## Биография
Воспитанник гродненской СДЮШОР № 6. Взрослую карьеру начал в 1991 году в местном «Химике» во второй лиге СССР, но в ходе сезона перешёл в «Обувщик» (Лида), выступавший в чемпионате Белорусской ССР среди КФК. С 1992 года вместе с лидским клубом играл в чемпионате Беларуси, по итогам сезона 1992/93 клуб покинул высшую лигу. В сезоне 1993/94 «Обувщик» стал победителем первой лиги, но футболист во время зимнего перерыва покинул клуб.
В начале 1994 года вернулся в гродненский клуб, носивший теперь название «Неман», и провёл в его составе три года. В 1997 году перешёл в «Коммунальник» (Слоним), с которым в 1998 году вылетел из высшей лиги, в 1999 году стал победителем первой лиги, а в 2000 году снова вылетел, после чего завершил профессиональную карьеру. В дальнейшем выступал на любительском уровне.
Всего в высшей лиге Беларуси сыграл 188 матчей и забил 23 гола.

## Достижения
- Победитель первой лиги Беларуси: 1999

## Личная жизнь
Сын Павел (род. 1994) тоже стал футболистом, игрок сборной Беларуси.